# Margarita Fernández Zavala
Margarita Fernández Zavala (n. San Juan, Puerto Rico, 1949) es una artista plástica feminista, catedrática, curadora e investigadora de arte puertorriqueña. Durante los años 1988 a 1993 fue Rectora de la Escuela de Artes Plásticas en San Juan y entre los años 2014 al 2017 fue Rectora de la Universidad de Puerto Rico en Bayamón. Fue cofundadora e integrante activa de la Asociación de Mujeres Artistas de Puerto Rico, Inc.

## Educación
Obtuvo su grado de Bachillerato en Artes en el Departamento de Humanidades de la Universidad de Puerto Rico, Recinto Rio Piedras en el 1971. Realizó estudios en la Academia de Artes Plásticas de San Carlos, Universidad Nacional Autónoma de México de 1973 a 1974. En el 1975 tomó cursos graduados en Estudios Puertorriqueños en el Instituto de Cultura Puertorriqueña y en el 1976 obtuvo una maestría en Educación y Arte otorgada por la Universidad de Nueva York.
Desde el 1971, Fernández Zavala es Catedrática de la Facultad de Humanidades de la Universidad de Puerto Rico en Bayamón.

## Vida y obra
En el año 1982 su obra Tres niñas buenas de la serie Mujeres Niñas ganó el premio único de dibujo del Ateneo Puertorriqueño. Esta obra fue adquirida años más tarde por el Wadsworth Atheneum Museum of Art en Connecticut.
En el 1983 cofundó Mujeres Artistas de Puerto Rico, Inc. y «Feministas en Marcha».
Tuvo a su cargo el desarrollo de varias colecciones de arte puertorriqueño para instituciones públicas y privadas, entre ellas la Colección de Arte Puertorriqueño de la Compañía de Turismo de Puerto Rico (1989-1994).
También ha colaborado en ensayos sobre arte en los libros: Nuestro autorretrato: la mujer artista y la auto-imagen en un contexto multicultural, publicado por Mujeres Artistas de Puerto Rico, Inc. (1993) y en Puerto Rico: Cultura y Sociedad, publicación antológica de los doctores Carmen Rodríguez Cortés y Carlos Di Núbila para Isla Negra Editores (1997).
Fue parte de la Comisión para los Asuntos de la Mujer, Oficina del Gobernador, Estado Libre Asociado de Puerto Rico.
En el 2000 fue editora del libro de artista La ciudad infinita: versiones de San Juan.
Publicó los libros Myrna Báez: Una artista ante su espejo y José Antonio Torres Martinó: Voz de varios registros en el 2001 y 2004 respectivamente.
Además del dibujo, trabajo el cartel serigráfico, entre ellos: «Homenaje a Nilita Vientós Gastón» del 1986 y «Semana de la Mujer» del 1987. Ambos son parte de la colección del Museo de Arte, Historia y Antropología de la Universidad de Puerto Rico Recinto de Río Piedras.

## Obra plástica
Todos los dibujos son en lápiz de grafito sobre papel.

### Serie «Las Desposadas» (18 dibujos) (1981-1982)[5]
Algunas de las obras más importantes en esta serie son:
1. «El Beso»
2. «El Reflejo»
3. «Las Amigas»
4. «Novia-Flor Paridora»

### Serie «Mujeres Niñas» (1982-1983)[6]
Listado de obras de la serie:
1. Mi muñeca (23" × 29")
2. Niña vestida de fiesta, homenaje al árbol de Navidad (23" × 29")
3. Autorretrato con bufón (29" × 23")
4. Niña vestida de fiesta II, homenaje al maniquí (23" × 29")
5. La fiesta de cumpleaños (29" × 23")
6. Tan bonita, Margarita, tan bonita como tú (23" × 29")
7. Niña en América (23" × 29")
8. Mi mamá y su muñeca (29" × 23")
9. Esperando en el corral (23" × 29")
10. Niña vestida de reina, homenaje a la puerca de Juan Bobo (30" × 44")
11. Homenaje a la majadera (30" × 44")
12. La reja (23" × 29")
13. La española (30" × 44")
14. Tres niñas buenas (29" × "23)*
15. La muñeca de porcelana (23" × 29")
16. A escondidas (29" × 23")
17. El trofeo (23" × 29")
18. El encantamiento (23" × 29")
19. A que no, a que sí (23" × 29")
20. Nosotros (29" × 23")
21. Jugando a que hemos crecido (29" × 23")
22. La comulganta (23" × 29")
23. Tú y yo nunca fuimos nosotros (23" × 29")
24. Acostada entre almohadones y encajes (23" × 29")
25. El mundo de la infancia (22 3/4" × 26 1/2")
26. La orgullosa (23" × 29")

*Premio único de dibujo del Ateneo Puertorriqueño, 1982.
De esta serie se utilizaron seis dibujos para un libro sobre memorias de infancia publicado por la Lcda. Nilita Vientós Gastón.

## Exhibiciones individuales[6]
- Abril, 1982
  - Serie “Las Desposadas”, Liga de Estudiantes de Arte de San Juan
- Mayo, 1982
  - Biblioteca de la Universidad de Puerto Rico en Bayamón
- Marzo, 1983
  - Biblioteca Recinto Metropolitano de la Universidad Interamericana, Rio Piedras, Puerto Rico
- Septiembre, 1983
  - Mujeres Niñas: Serie de dibujos de Margarita Fernández Zavala. Museo de Historia, Antropología y Arte de la Universidad de Puerto Rico, Recinto Rio Piedras.[7]

## Exhibiciones colectivas[6]
- Septiembre, 1981
  - Colectiva de profesores de la Liga de Estudiantes de Arte, Galería de la Liga de Estudiantes de Arte de San Juan.
- Marzo, 1983
  - Mujeres Artistas, Colegio de Abogados de Puerto Rico, San Juan, Puerto Rico.
- Marzo, 1983
  - Mujeres Artistas, Plaza Las Américas, Hato Rey, Puerto Rico.
- Abril, 1983
  - Exposición de arte del Ateneo Puertorriqueño, San Juan, Puerto Rico.

## Colecciones
- Museo de Historia, Antropología y Arte de la Universidad de Puerto Rico Recinto Rio Piedras
- Wadsworth Atheneum Museum of Art en Connecticut, Estados Unidos

## Comisariado[8]
- 1988
  - Tres décadas gráficas De Myrna Báez. Exposición homenaje al grabador puertorriqueño de la VIII Bienal de San Juan del Grabado latinoamericano y del Caribe, Instituto de Cultura Puertorriqueña; Museo de Bellas Artes, San Juan, Puerto Rico.
- 1992
  - Nuestro autorretrato. Exposición colectiva del Grupo Mujeres Artistas de Puerto Rico, Inc. Museo de Arte Contemporáneo de Puerto Rico, Santurce.
- 1994
  - Paisaje en fuego. Exposición de pinturas de María de Mater O'Neill durante la IV Bienal Internacional de Pintura en Cuenca, Ecuador.
- 1995
  - Grabadores latinoamericanos y del Caribe: 1969 A 1970. Exposición colectiva auspiciada por la Compañía de Turismo de Puerto Rico en la Sala de Exhibiciones del Chase Manhattan Bank, Hato Rey, Puerto Rico.
- 1995
  - José Rosa: 35 años de pintura. Exposición retrospectiva con motivo de la inauguración de la Galería de Arte de la Universidad del Sagrado Corazón, Santurce, Puerto Rico.
- 1995
  - José Rosa: relato de un artista. Exposición editada de pintura en el Museo de la Historia de Ponce, Puerto Rico.
- 1996
  - The Art of Puerto Rico: Passion, Pride and Progress. Exposición antológica celebrada en el Atlanta International Museum of Art and Design, Atlanta, Georgia en ocasión de los Juegos Olímpicos en Atlanta y Auspiciada por la Compañía de Turismo de Puerto Rico.
- 1997
  - José Rosa: Aa encuentro de numen isleño. Exposición de pinturas en el Museo Casa Roig, Humacao, Puerto Rico.
- 1998
  - José Rosa: retrospectiva gráfica. Exposición retrospectiva en homenaje al Artista puertorriqueño en la XII Bienal de San Juan del Grabado Latinoamericano y del Caribe del Instituto de Cultura Puertorriqueña, Museo de las Américas, San Juan, Puerto Rico.
- 1998
  - 100 en la sien: 10 artistas ante el '98. Exposición colectiva en el Museo de Arte Contemporáneo, Santurce, Puerto Rico.
- 1999
  - Retrospectiva de grabados de la artista Uruguaya Leonilda González. Convento de los Dominicos del lnstituto de Cultura Puertorriqueña en San Juan, Puerto Rico.
- 2001
  - Myrna Báez: una artista ante su espejo. Exposición retrospectiva en el Museo de Arte de Puerto Rico.
- 2003
  - José Rosa: De las botellas y otros pecaditos. Exposición del artista José Rosa en el Museo de las Américas, Cuartel de Ballajá, San Juan, Puerto Rico.
- 2003-2004
  - Poliedro. Exposición de Rafael Trelles en el Museo de Arte de Puerto Rico.
- 2003, 2004
  - Exposición Inaugural del Museo de Arte de Puerto Rico; dos ediciones. (Junto a Oscar Mestey, Jaime Romano y Marianne Ramírez)
- 2004-2005
  - Inscrit@S y proscrit@S: Antecedentes de Desplazamientos gráficos en Puerto Rico. Monográfica sobre arte puertorriqueña de la Trienal Poli/Gráfica de San Juan, 2004-2005 América Latina y el Caribe, auspiciada por el lnstituto de Cultura Puertorriqueña. (Junto a José Ignacio Roca, Harper Montgomery, Justo Pastor Mellado y Mari Carmen Ramírez)
- 2006 
  - Miguel Loredo: hacer silencio. Galería Khroma Arte Contemporáneo.

## Publicaciones[8]

### Libros
- 2000 
  - Libro De Artista La ciudad infinita: versiones de San Juan; Proyecto de la Comisión San Juan.
- 2001
  - Myrna Báez: una Artista Ante Su Espejo. Editora y ensayista de esta publicación. San Juan: Universidad del Sagrado Corazón.
- 2006
  - José Antonio Torres Martinó: voz de varios registros, San Juan: Editorial Universitaria.

### Ensayos en catálogos de exposiciones (recientes, 2014)
- 1991. 
  - Zilia Sánchez: el desarrollo de un lenguaje plástico. Ensayo para la retrospectiva de pintura «Zilia Sánchez: Tres Décadas» en el Museo Casa Roig, Humacao, Puerto Rico.
- 1991
  - Elizam Escobar: un supremo ejercicio de creación y memoria. Ensayo para la exhibición «Albizu en La Princesa» en la sede de la Compañía de Turismo de Puerto Rico, San Juan.
- 1993
  - El País Como Tema. Ensayo para la exhibición ISLA de María de Mater O'Neill, celebrada en la Galería Botello de Plaza Las Américas, Hato Rey, Puerto Rico.
- 1994
  - Mapas. Ensayo para la exhibición del mismo nombre de María de Mater O'Neill, celebrada en el Museo de Arte Contemporáneo de Panamá, Ciudad de Panamá.
- 1994 
  - Las Caras De La Violencia. Ensayo para la exhibición de instalación de Anaida Hernández titulada «Hasta que la muerte nos separe» celebrada en Galería Raíces, Hato Rey, Puerto Rico.
- 1994
  - Transfixciones. Ensayo para la exhibición del mismo nombre de pinturas de Elizam Escobar, celebrada en el Arsenal de la Marina del lnstituto de Cultura Puertorriqueña, San Juan, Puerto Rico.
- 1994 
  - Paisajes En Fuego. Ensayo para la exhibición del mismo nombre de María de Mater O'Neill celebrada en la IV Bienal Internacional de Pintura de Cuenca, Ecuador.
- 1994
  - Entre Cortinas: un acertijo contemporáneo sobre la historia del arte. Ensayo para la exhibición «Entre Cortinas: El Gran Desnudo Caribeño» celebrada en la Galería Botello de Plaza Las Américas, Hato Rey, Puerto Rico.
- 1995
  - De la suite del caribe: el mar y otros azules, para la exhibición de pinturas AZUL de María de Mater O'Neill en la Galería Botello de Plaza las Américas en Hato Rey, Puerto Rico.
- 1995 
  - José Rosa: Pintor. Ensayo para la exhibición retrospectiva «José Rosa: 35 años de pintura», en ocasión de la inauguración de la Galería de Arte de la Universidad del Sagrado Corazón, Santurce, Puerto Rico.
- 1996
  - The Art of Puerto Rico: Passion, Pride And Progress. Ensayo para la exhibición de arte puertorriqueño contemporáneo que en ocasión de los Juegos Olímpicos de Atlanta auspicio de la Compañía de Turismo de Puerto Rico en el Atlanta International Museum of Art and Design, Atlanta, Georgia.
- Febrero 1997. 
  - José Rosa: al encuentro del numen puertorriqueño. Ensayo para la exhibición de pintura del mismo nombre en el Museo Casa Roig del Colegio Universitario de Humacao de la Universidad de Puerto Rico.
- 1997
  - Aileen Castañeda: las ondulaciones del mar. Ensayo para la exhibición de cerámica artística de Aileen Castañeda ONDULACIONES celebrada en la Galería Botello de Hato Rey, Puerto Rico.
- 1998
  - José Rosa: Alquimia de una Iconografía. Ensayo para la exposición retrospectiva de gráfica homenaje de la XII Bienal de San Juan del Grabado Latinoamericano y del Caribe a la obra de José Rosa, en el Museo de Las Américas, Cuartel de Ballajá en el Viejo San Juan, Puerto Rico.
- 1998
  - Cien en la sien: diez artistas ante el '98. Ensayo para catálogo de la exposición colectiva en el Museo de Arte Contemporáneo de Puerto Rico, San Juan, Puerto Rico.
- 2001 - 2002
  - Myrna Báez: Una Artista Ante Su Espejo. Ensayo para el opúsculo de la exposición retrospectiva Myrna Báez: Una Artista Ante Su Espejo, en el Museo de Arte de Puerto Rico, Santurce, Puerto Rico.
- 2003 
  - Poliedro: las entretelas de un creador. Ensayo para la exposición Poliedro de Rafael Trelles en el Museo de Arte de Puerto Rico.
- 2003-2004
  - La muerte de mi/tu cultura. Ensayo sobre la instalación de Víctor Vázquez Requiem por/para una cultura en el Museo de Arte de Puerto Rico
- 2004 
  - Inscrit@s y Proscrit@s: Desplazamientos en la gráfica puertorriqueña, una propuesta para ser ampliada. Ensayo para el catálogo de la exposición monográfica de Puerto Rico de la Trienal Poligráfica de San Juan, América Latina y el Caribe.
- 2005
  - Gráfica a la carta: un menú de los tiempos. Ensayo para el catálogo de la exhibición de grabados Grabados a la carta de Migdalia Umpierre en la Galería Botello.
- 2006
  - Miguel Loredo: La elocuencia del silencio. Ensayo para el catálogo de la exhibición Miguel Loredo: hacer silencio, en la galería Khroma Arte Contemporáneo.

### Artículos de revista
- 1988 
  - Las artes puertorriqueñas como expresión socio cultural. Publicado en Presencia Hispánica, Número 2, 1988, págs. 164-172, Revista de la Comisión para la Celebración del V Centenario de la Casa de España en Santo Domingo.
- 1996-1997
  - Rosa Irigoyen: ser pirata o el derecho a permanecer callada. Publicado en la revista The Latino Review Of Books, Vol. II, Núm 3, 1996-1997, págs, 10-165, Center for Latino, Latin American and the Caribbean Studies, State University of New York at Albany.
- 2005
  - José Antonio Torres Martino: artista de artistas. Publicado en la Revista Artes en Santo Domingo, Año 4, octubre-diciembre, págs. 54-63

### Conferencias
- Marzo de 1989
  - El papel de la mujer en el desarrollo del arte puertorriqueño. Taller Puertorriqueño en Philadelphia.
- Octubre de 1989, marzo de 1990, febrero de 1992, 1995, 1997 
  - La desconocida historia de la mujer en las artes. En el Ciclo de Conferencias Sobre Historia y Apreciación de las Artes de la Universidad del Sagrado Corazón, Santurce, Puerto Rico.
- Marzo 1990
  - La gráfica de Myrna Báez: cuatro voces en una persona. En la Galería Nacional de Arte Contemporáneo, San José, Costa Rica.
- Julio 1990
  - Las mujeres artistas: protagonistas de los ochenta. En el Museo de Arte Contemporáneo de Puerto Rico, Santurce, Puerto Rico.
- Noviembre 1992
  - A La mujer puertorriqueña en las artes plásticas. En el Tercer Congreso de Creación Femenina en el Mundo Hispánico celebrado en el Recinto de Mayagüez, Universidad de Puerto Rico.
- Octubre 1994
  - Las artes puertorriqueñas: el secreto mejor guardado de nuestra América. En la IV Bienal Internacional de Cuenca, Ecuador.
- Marzo 1996. 
  - Últimas tendencias del arte actual, en la Universidad del Sagrado Corazón, Santurce, Puerto Rico.
- Junio 2003. 
  - Las artes plásticas puertorriqueñas: 50 años después. Ponencia en foro organizado para el Banco Gubernamental de Fomento en el Museo de Arte de Puerto Rico.
- Septiembre 2003
  - Lección magistral en Universidad de Puerto Rico en Bayamón.
- Febrero 2004
  - Esbozo investigativo sobre la obra plástica de José Antonio Torres Martino. En la Universidad de Puerto Rico en Bayamón
- Abril 2004
  - Las Artes Plásticas Puertorriqueñas a través de sus Publicaciones en el Café de los Autores. En Plaza Las Américas, durante la semana Acércate a la Universidad.
- Abril 2004
  - Jaime Suárez: Arqueología de la memoria. Presentación en UPR Bayamón de la obra de Los muros derruidos: pórtico.
- Enero 2005
  - Impugnando la barbarie de la guerra: selecciones de Arte Anti-Bélico En La Trienal Poligráfica De San Juan 2004-2005; en el panel Arte y Antimilitarismo: Historia y Testimonio Recinto Universitario de Mayagüez, UPR.
- Febrero de 2006
  - Entre los pliegues del inconsciente: las mujeres surrealistas. En el Museo de Arte de Ponce y Universidad del Sagrado Corazón.
- Febrero-marzo de 2006
  - Artistas puertorriqueñas con voz propia. Para los seminarios para maestros de Estudios Sociales del Departamento de Educación de Puerto Rico, en el Anfiteatro Ramón Emeterio Betances de la Facultad de Ciencias Sociales, Recinto de Río Piedras, UPR.